# Ceratodontidae
A Ceratodontidae az izmosúszójú halak (Sarcopterygii) osztályának tüdőshalalakúak (Ceratodontiformes) rendjébe, ezen belül a Ceratodontoidei alrendjébe tartozó fosszilis család.

## Rendszerezés
A családba az alábbi 5-6 nem tartozik:
- †Archaeoceratodus
- †Ceratodus Agassiz, 1838 - típusnem
- †Lupaceratodus Gottfried et al., 2009
- †Metaceratodus - egyes rendszerezések szerint a Neoceratodontidae halcsalád része
- †Potamoceratodus
- †Retodus